# Gwangyang
Gwangyang is een stad in de Zuid-Koreaanse provincie Jeollanam-do. De stad telt bijna 136.000 inwoners. Gwangyang is de thuisstad van de Zuid-Koreaanse voetbalclub Chunnam Dragons. De Yi Sun-sin-brug verbindt de stad met Yeosu.

## Economie
In 1985 startte het staalbedrijf POSCO de bouw van een geïntegreerde staalfabriek in Gwangyang. Zeven jaar later in 1992 kwam deze in productie en had een capaciteit van 21 miljoen ton staal per jaar. In 1999 was de capaciteit verhoogd naar 28 miljoen ton na de ingebruikname van de vijfde hoogoven.

## Galerij

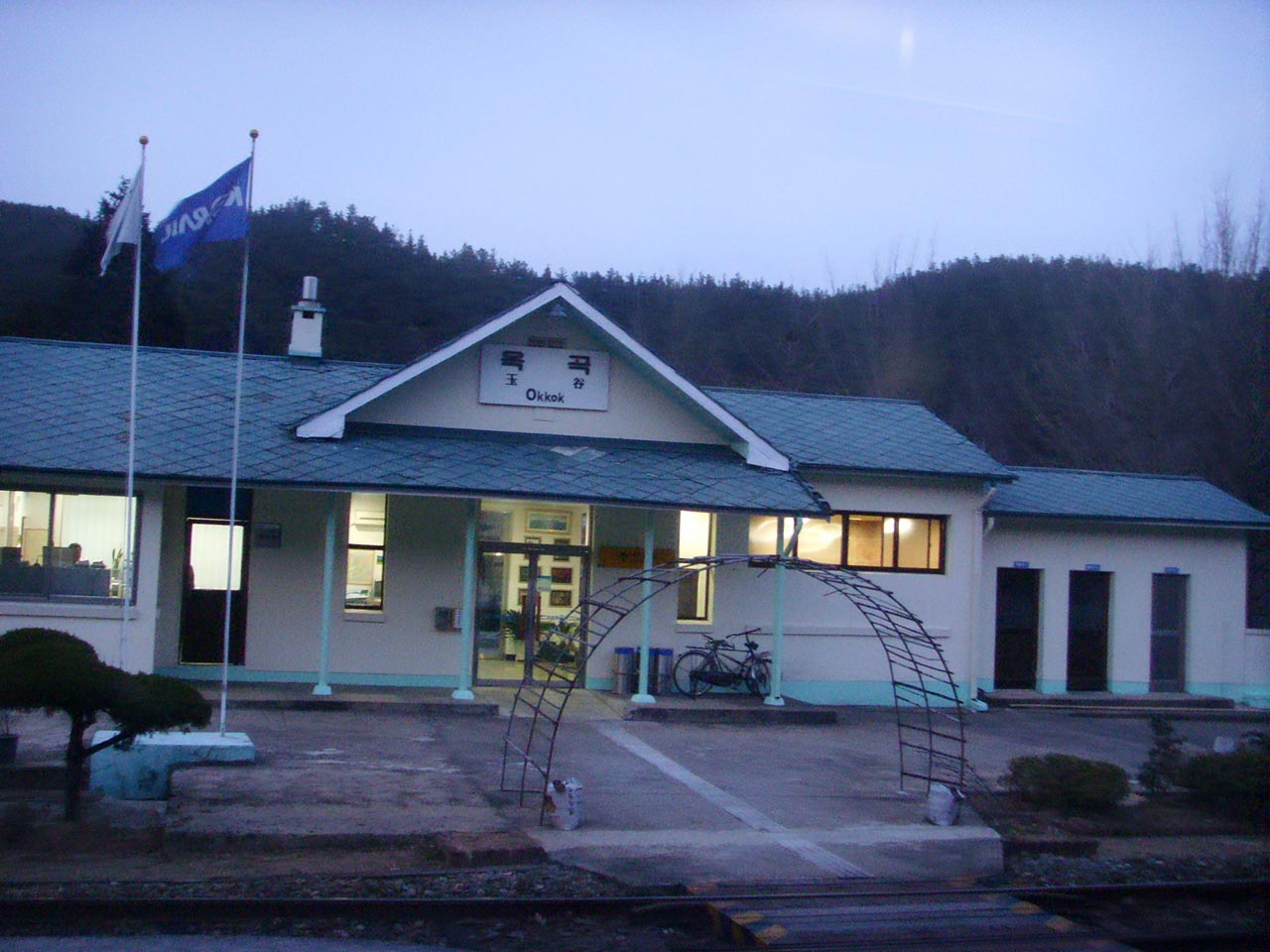
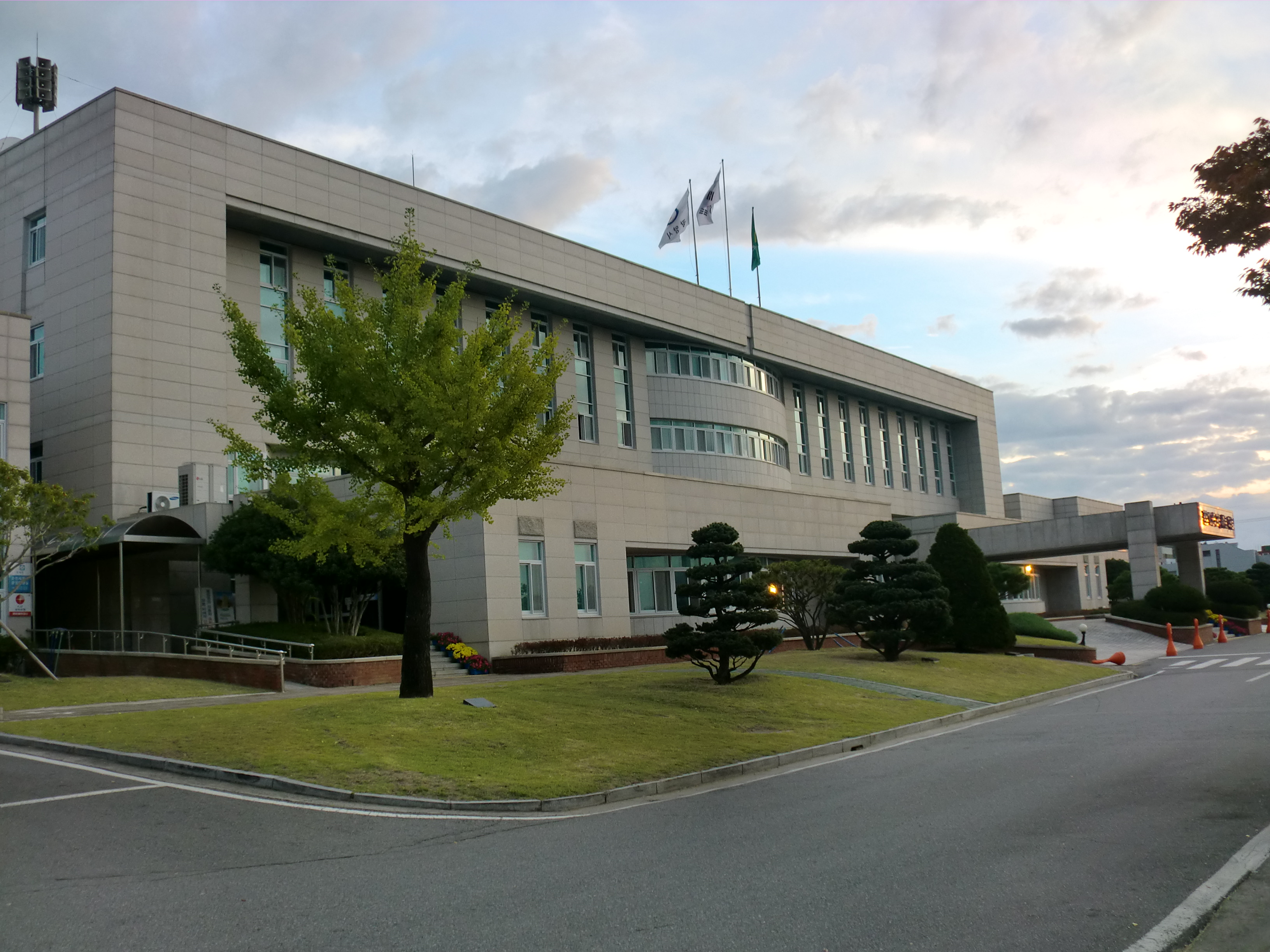
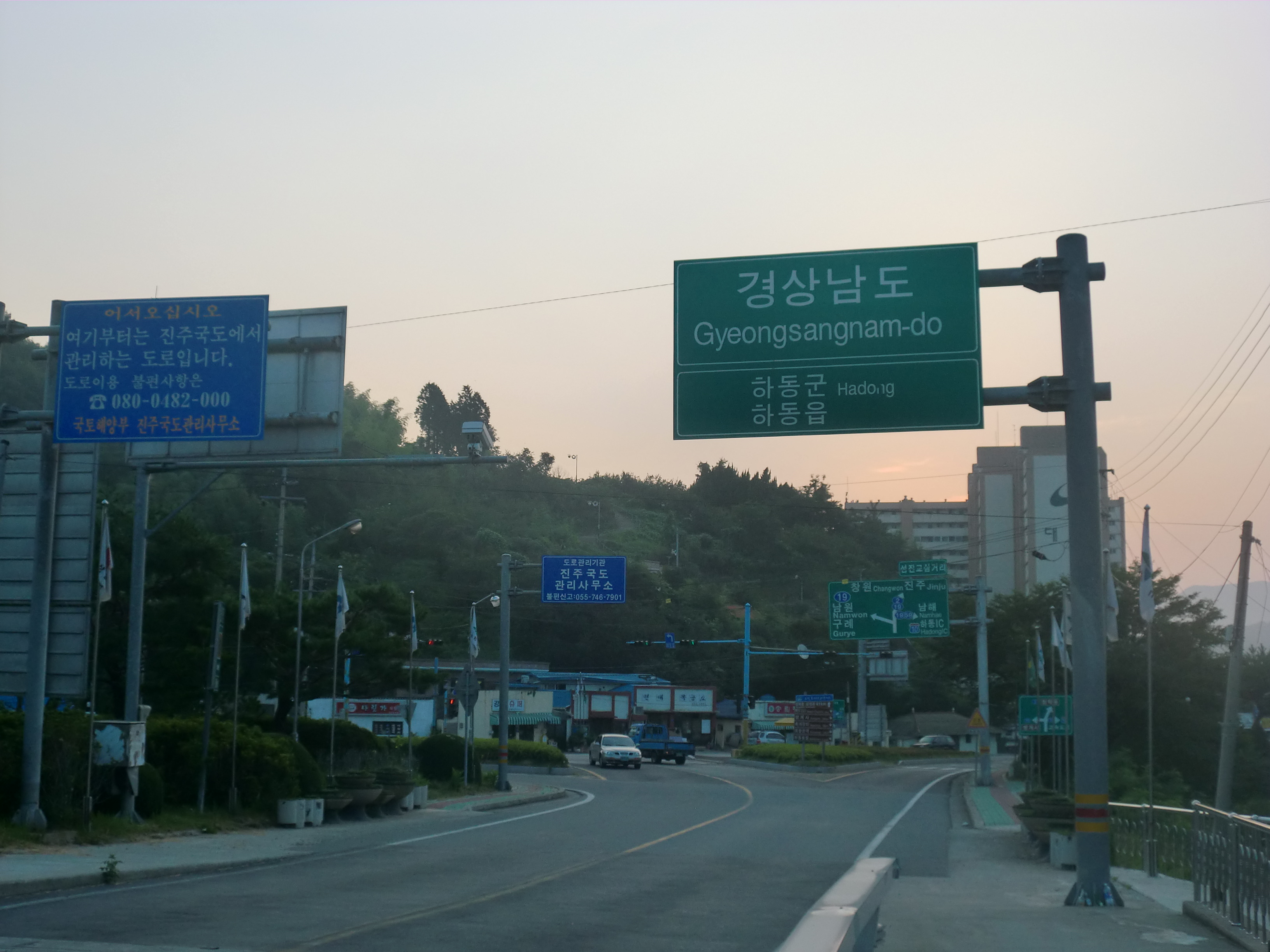

## Stedenbanden
- Songpa-gu, Zuid-Korea
- Pohang, Zuid-Korea
- Hadong, Zuid-Korea
- Cagayan de Oro, Filipijnen
- Linz, Oostenrijk
- Dalian, China
- Shenzhen, China
- Chengdu, China